# Florence (voornaam)
Florence is een Engelse, Italiaanse of Franse meisjesnaam. 
De naam is afgeleid van Florentius. Dit gaat terug op het Latijnse florens, of het werkwoord floreo, dat "bloeiend, bekoorlijk, in aanzien" betekent. De naam kan ook zijn afgeleid van de Italiaanse stad Florence.
Afleidingen of varianten van de naam Florence zijn:
- Duits: Florentia
- Engels: Flo, Flora, Florance, Florella, Florentina, Florentine, Florentyna, Florian, Florice, Florie, Florina, Florinda, Florine, Floris, Florrance, Florrie, Florry, Florynce, Floss, Flossey, Flossie, Flossy
- Italiaans: Fiorentina, Fiorenza
- Spaans: Florencia, Florencita, Floriana, Florinia

Koosnamen voor Florence zijn onder andere Flo, Floortje, Floor, Flor en Florijntje.

## Bekende naamdraagsters
- Florence Barsosio, Keniaanse atlete
- Florence Green, Britse oorlogsveterane
- Florence Griffith-Joyner, Amerikaanse atlete
- Florence Harding, Amerikaanse presidentsvrouw
- Florence Hartmann, Franse journaliste en publiciste
- Florence Foster Jenkins, Amerikaanse sopraan
- Florence Kiplagat, Keniaanse atlete
- Florence Nightingale, Britse verpleegkundige
- Florence Welch, Britse zangeres
- Florence van Duijvendijk, Nederlands eindredacteur